# Tololo Pampa
Tololo Pampa es una ciudad encantada, perteneciente al imaginario local de los habitantes de la región de Atacama, específicamente los del valle del Huasco.
Las versiones coinciden en una ciudad iluminada y noctámbula, que aparece en medio de la noche, a un costado del camino que une la ruta 5 con la localidad de Carrizal Bajo. Para luego, una vez que los pasajeros la visitan y disfrutan, desaparecer misteriosamente.. y aparece el espectro de  un hombre muy alto llamado el patas largas

## Origen
En cuanto a su origen algunos afirman que sería un antiguo poblado cubierto por un aluvión, cuyos habitantes serían "almas en pena", continuando con su vida normal. Sería por esto que puede verse un pueblo entero funcionando.
Existen múltiples testimonios y relatos sobre esta ciudad. Aun cuando todos son medianamente similares, algunos añades personajes sobrenaturales, como gigantes; y otros la sitúan más cerca de la ruta 5, aun cuando la mayoría coincide en podría tratarse de las localidades de Canto de Agua o Capote.

## Relato: Arriero o minero

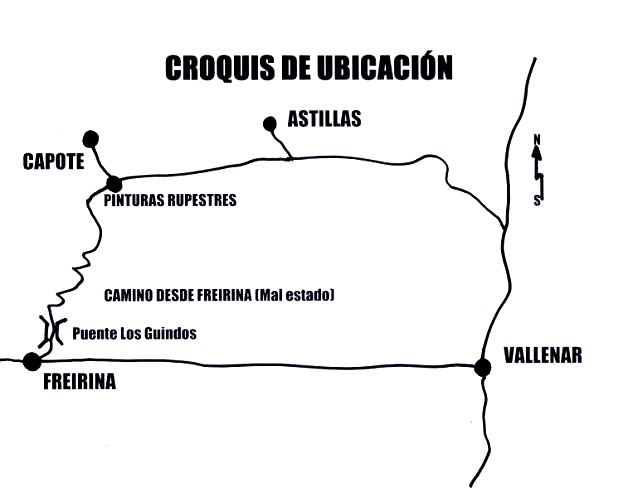
Rutas hacia Capote, desde Freirina o Vallenar

Es un lugar que se encuentra ubicado cerca del Canto de Agua, en los Llanos de Challe. Cuentan los mineros que en estas extensas planicies, aparece como un fantasma de luces, colores, calles, vida nocturna, bares y restoranes; una hermosa ciudad.
El minero o arriero que ha sufrido esta experiencia, relata haber comido, bailado, tomado y comprado más de algún regalo para su mujer; pero al otro día aparece durmiendo a pleno sol, con la cabeza apoyada sobre una piedra. La ciudad sólo ha quedado en su imaginación, pero en uno de sus bolsillos está el regalo de su novia, está el pañuelo de seda rojo que el compró para el cuello.

## Relato: Matrimonio Santiaguino y el cenicero de plata
Otro relato sobre esta misma ubicación y habitantes es el de un matrimonio de Santiago, que viajando desde Vallenar rumbo a Carrizal, antiguo puerto histórico de la costa de Atacama; equivocadamente tomó un camino minero que los llevó a la mina aurífera de Capote. Minas históricas llena de leyendas y precisamente ubicadas en los cerros altos frente a las extensas planicies del Tololo Pampa. El sereno de la mina de los señores Callejas de Freirina -familia dueña de Capote- les mostró las minas, las ruinas del campamento, las ruinas de una planta procesadora de minerales y las antiguas construcciones del hospital de Capote; como para hacerles más grata su estadía en el mineral; les cuenta la leyenda de Tololo Pampa y como para sentirse acompañado ese día domingo de marzo, les ofrece un rico té del cerro con pan amasado y queso de cabra.
Bajaron un poco tarde, casi oscureciendo y al llegar al fondo de la quebrada luego de bajar la cuesta de la mina Capote Aurífero, divisaron muchas luces como las del pueblo. No lo pensaron dos veces y se imaginaron la leyenda del minero, dirigiendo su vehículo valientemente al lugar, entraron por calles empedradas de una ciudad muy bien instalada. Llena de ruido, de vida, de música, vehículos y pararon frente a un hotel restaurante pensando en cenar y dormir, para el día siguiente seguir rumbo al valle de Tierra Amarilla y al Museo de Sitio Mina El Tránsito de esa comuna.
Contaron que luego de cenar se retiraron a sus habitaciones. Sorpresa mayúscula, un dormitorio como de reyes. El alhajamiento con candelabros, floreros, ceniceros de plata, lámparas de pedestal y colgantes de blanco metal. Cuenta la dama que tomó un cenicero de plata y lo colocó debajo de la almohada como para no olvidarse que tenía que traerlo para testimoniar su presencia en el Tololo Pampa.
Muy temprano sintió los rayos solares quemándole su rostro y su sorpresa fue grande al mirar su entorno. El cenicero amaneció bajo su cabeza y brillaba hermoso con su resplandor argentífero. Una extensa planicie, un llano inmenso. El vehículo que estacionaron en los costados del hotel, estaba ahí, a unos cuantos metros de ellos. Se miraron, subieron al auto y presurosamente abandonaron el lugar.

## Relato: Princesa Tololo Pampa
Esta es la versión más citada, habla sobre personajes sobrenaturales que habitan tal ciudad.
Tololo Pampa es un hermoso llano desértico que se encuentra entre la carretera y Carrizal antes de llegar a Vallenar, desde Copiapó.

Tololo Pampa posee hermosas mezquitas como en los cuentos de Las mil y una noches. Se sienten risas, hermosa música, toques de campana, ladridos de perros y particularmente... mucha alegría.
Anónimo

En este lugar, en las noches se aparece una hermosa ciudad, iluminada con grandes construcciones, puentes y con un palacio donde vive una princesa llamada Tololo Pampa, que es bellísima, de tez morena, de larga cabellera negra y un encanto mágico que emerge de sus ojos negros. Enseguida, hay una laguna donde se refleja como un espejo la ciudad. En aquel lugar también habita el Patas Largas, un minero gigante que busca tesoros para regalárselos a su princesa. Este tiene como ayudante a un toro con una estrella en la frente y cuernos de fuego, con los cuales socava las minas.
Muchos que han visto esta ciudad encantada, se han internado en ella y cuentan que en aquel hermoso lugar todo es alegría, han participado en fiestas, incluso con la princesa, y son objeto de las más finas atenciones.
Algunos que han llegado a hacer amistad con el minero gigante y son llevados por este a conocer la mina, son premiados con un gran tesoro que lo hará rico.
Después, al otro día, serán muy vagos los recuerdos de esa noche con la princesa Tololo Pampa y la Ciudad Encantada, será un poco como un sueño. Pero, se cuenta que no son pocos lo que deben su buena fortuna minera por haber visitado la ciudad de la leyenda.

## Relato: En la ruta 5, entre Vallenar y Copiapó
A raíz del poco tráfico actual en la ruta hacia Carrizal Bajo, el imaginario colectivo asevera haber visto esta ciudad fantasma unos cuantos kilómetros más al oeste, en la actual ruta 5 Panamericana Arica-La Serena entre las ciudades de Copiapó y Vallenar.

En mi memoria se almacena uno de los recuerdos más bellos de infancia, cuando una noche, siendo niño, y viajando por el antiguo camino de tierra Copiapó-Vallenar, mi padre detuvo el auto y con un amigo adulto miraron impresionados las luces de lo que sería Tololo Pampa, en una época de poca electrificación urbana y muy lejos aún de nuestro destino. Saciaron mi curiosidad infantil y disfruté con ellos de algo para mí fue bello como en los cuentos, puesto que pude también ser espectador de ese espectáculo que hizo saltar mi corazón niño.
Anónimo

## Cortometraje

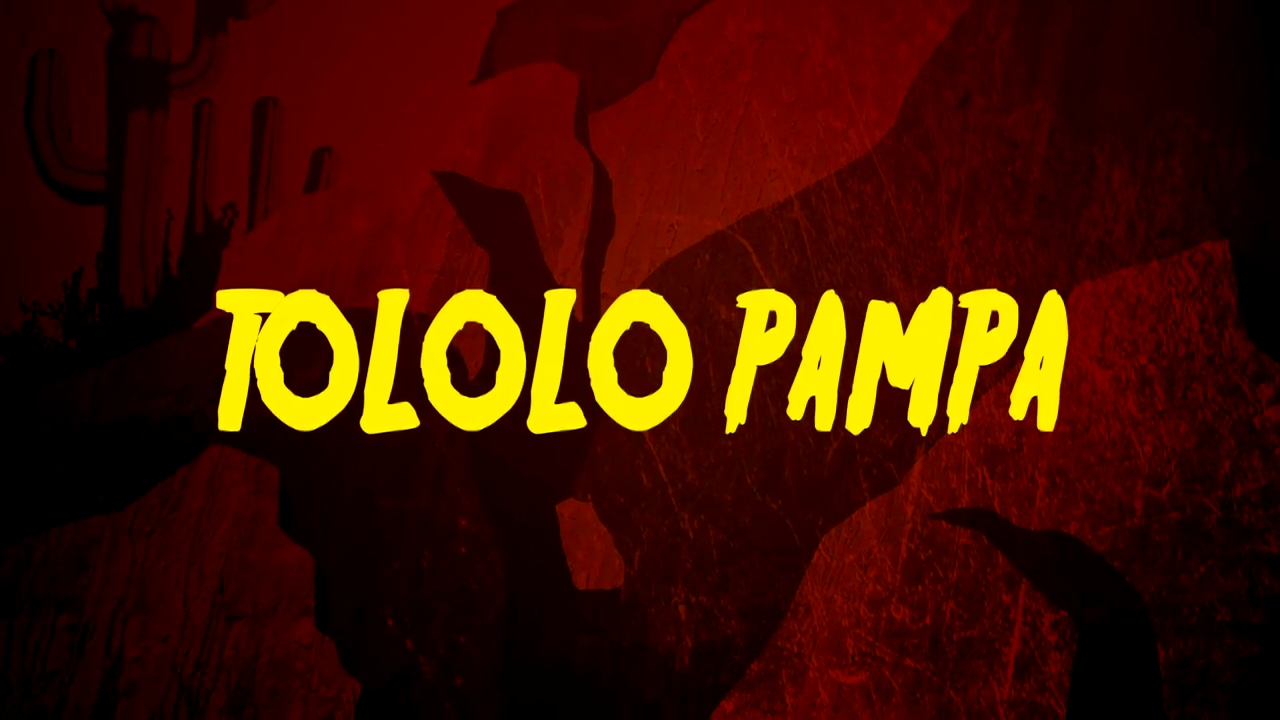
Tololo Pampa, cortometraje de 2012.

El 14 de diciembre de 2012 fue estrenado en Copiapó y en Vallenar, un cortometraje dirigido por Eduardo Salinas, basado en la leyenda de esta ciudad fantasma.